# Llista d'escriptors en llengua catalana
Tot seguit hi ha una llista d'autors destacats en llengua catalana, en ordre cronològic, per any de naixement.

## Segle XIII
- Pere Ribera de Perpinyà (Pere Ribera de Perpejà; segle xiii)
- Jaume I (Montpeller, 1208 - Alzira, 1276)
- Ramon Llull (Ciutat de Mallorca, 1232/1233 - 1315/1316)
- Arnau de Vilanova (lloc desconegut, ca. 1240 - Gènova o el mar prop d'allí, 1311)
- Ramon Muntaner (Peralada, 1265 - Eivissa, 1336)
- Bernat Desclot (vescomtat de Castellnou?, el Vallespir, segona meitat del segle xiii)

## Segle XIV
- Guillem de Copons (segle xiv - segle xv)

- Bernat de So i de Vilaragut (Conflent?, ca. 1315 - ?, 1385)
- Francesc Eiximenis (ca. 1327 - 1409)
- Pere March (València, nascut entre 1336 i 1338 - Balaguer, 1413)
- Bernat Metge (1340/1346 - 1413)
- Antoni Canals (1352 - 1419)
- Anselm Turmeda (mitjan segle xiv - primer quart segle xv)
- Ramon de Perellós (mitjan segle xiv - principis del segle xv)
- Nicolau de Pacs (abans de 1373 - després de 1419)
- Joan Eixemeno (ca. 1350-1420)
- Andreu Febrer (Vic, 1375/1380 - ?, 1437/1444)
- Gilabert de Próixita (dates incertes, documentat entre 1392 i 1405)
- Gabriel Mòger (ca. 1380 - 1438)

## Segle XV
- Ausiàs March (1400 - 1459)
- Pere Torroella (la Bisbal d'Empordà, ca. 1420 - 1492/1495)
- Jordi de Sant Jordi (? - 1424)
- Ferrando Valentí (segle xv - 1476)
- Jaume Roig (començaments del segle xv - 1478)
- Joanot Martorell (1405/1410 - 1468)
- Bernat Hug de Rocabertí i d'Erill (1415/1420 - 1485)
- Isabel de Villena (1430 - 1490)
- Joan Roís de Corella (1433/1443/1435 - 1497)
- Pere Miquel Carbonell i Soler (Barcelona, 1434 - 1517).
- Bernat Fenollar (ca. 1438 - 1516)
- Joan Ferrandis d'Herèdia i Dies de Calataiud (País Valencià, 1480/1485 - 1549)
- Joan Boscà i Almogàver (1487/1492 - 1542?)
- Joan Lluís Vives i March (València, 1492 - Bruges, 1540)
- Pere Antoni Beuter (València, 1490/95 - 1554)
- Jaume Gassull (segle xv)
- Joan Moreno (segle xv)
- Baltasar Portell (segle xv - segle xvi)
- Narcís Vinyoles (segle xv - segle xvi)
- Miquel Comalada (segle xv - segle xvi)
- Francesc de Castellví i de Vic (Francí de Castellví; segle xv - 1506)
- Francesc Prats (Mallorca, segle xv - 1496)

## Segle XVI
- Estefania de Requesens i Roís de Liori (? - Barcelona, 1549)
- Pere Serafí («Lo Grec»; Xipre?, 1505/1510 - Barcelona, 1567)
- Cristòfor Despuig (Tortosa, 1510 - 1561/1580)
- Joan Timoneda (València, 1518/1520 - 1583)
- Joan Binimelis i Garcia (Manacor, 1538/1539 - Palma, 1616)
- Miquel Ferrando de la Càrcel (Ciutat de Mallorca, 1576/1577 - 1652)
- Francesc Vicent Garcia i Ferrandis (El Rector de Vallfogona; Tortosa, Baix Ebre, 1579 - Vallfogona de Riucorb, Conca de Barberà, 1623)
- Joan Pujol (Mataró?, ca. 1583 - després de 1603)
- Jeroni Ferrer, canonge (?, ca. 1590 - Guissona, 1641)

## Segle XVII
- Francesc Fontanella i Garraver (Barcelona, 1610/1620 - Perpinyà, 1680/1685)
- Francesc Mulet (Sant Mateu, Baix Maestrat, 1624 - València, 1675)
- Josep Romaguera (Barcelona, 1642 - ?, 1723)
- Joan Onofre Dassió i Boïl d'Arenós (València, segle xvii)
- Manuel Mas i Soldevila (Barcelona, ? - 1748)
- Josep de Rocabertí i de Llupià (Barcelona, 1674-1716)
- Baltasar de Riquer (Lleida, 1675-1751)
- Agustí Eura i Martró (Barcelona, 1684 - Ourense, 1763)
- Francesc Mercadal (Menorca, finals del segle xvii)

## Segle XVIII
Vegeu també l'article Llista d'escriptors menorquins en català del segle XVIII
- Pere Màrtir Castells i Badia (primer meitat del segle xviii)
- Pau Puig (Catalunya, 1722/1723 - Barcelona, 1798)
- Lluís Galiana i Cervera (Ontinyent, Vall d'Albaida, 1740 - Ontinyent, Vall d'Albaida, 1771)
- Baró de Maldà (Rafael d'Amat i de Cortada i de Senjust; Barcelona, 1746-1818)
- Joan Ramis i Ramis (Maó, Menorca, 1746-1819)
- Joan Roca i Vinent (Maó, Menorca, 1747-1826)
- Pere Ramis i Ramis (Maó, Menorca, 1748-1816)
- Fèlix Amat de Palou i Pont (Sabadell, 1750 - Barcelona, 1824)
- Bartomeu Ramis i Ramis (Maó, Menorca, 1751-1837)
- Joan Soler i Sans (Maó, Menorca, 1754 - Madrid, 1809)
- Antoni Febrer i Cardona (Maó, Menorca, 1761-1841)
- Tomàs Aguiló i Cortès (Palma, 1775-1856)
- Josep Sanxo i Sanxo (Maó, Menorca, 1776-1847)
- Josep Robrenyo i Tort (Barcelona, 1783 - Les Antilles, 1838)
- Vicenç Albertí i Vidal (Maó, Menorca, 1786-1859)
- Bonaventura Carles Aribau i Farriols (Barcelona, 1798-1862)
- Miquel Anton Martí i Cortada (Barcelona, finals del segle xviii-1864)

## Segle XIX
- Isabel de Villamartín i Thomas (Galícia, ? - La Garriga, 1877)
- Josep Bernat i Baldoví (Sueca, 1809-1864)
- Maria Josepa Massanés i Dalmau (Tarragona, 1811 - Barcelona, 1887)
- Tomàs Aguiló i Forteza (Ciutat de Mallorca, 1812-1884)
- Francesc Camprodon i Lafont (Vic, 1816 - l'Havana, 1870)
- Joan Miquel Aymar (Dorres, 1818 - Vilallonga de la Salanca, 1894)
- Joaquim Rubió i Ors, (Barcelona, 1818-1899)
- Antoni de Bofarull i de Brocà (Reus, 1821 - Barcelona, 1892)
- Pere d'Alcàntara Penya i Nicolau (Ciutat de Mallorca, 1823-1906)
- Víctor Balaguer i Cirera (Barcelona, 1824 – Madrid, 1901)
- Marià Aguiló i Fuster (Ciutat de Mallorca, 1825 - Barcelona, 1897)
- Jeroni Rosselló Ribera (Ciutat de Mallorca, 1827-1902)
- Victòria Peña i Nicolau (Ciutat de Mallorca, 1827 - Barcelona, 1898)
- Justí Pepratx (Ceret, 1828 - Perpinyà, 1901)
- Josep Maria Arnau i Pascual (Arenys de Mar, 1831/32 - 1913)
- Marçal Busquets i Torroja (Reus, 1832 - Barcelona, 1872)
- Eduard Escalante i Mateu (el Cabanyal, 1834-1895)
- Vicent Wenceslau Querol i Campos (València, 1837 - Bétera, 1889)
- Tomàs Forteza i Cortès (Ciutat de Mallorca, 1838-1898)
- Frederic Soler i Hubert (Serafí Pitarra) (Barcelona, 1839-1895)
- Maria de Bell-lloch (Barcelona, 1841-1907)[1]
- Albert Saisset (Perpinyà, 1842-1894)
- Josep Pin i Soler (Tarragona, 1842-1927)
- Gabriel Maura i Muntaner (Palma, 1842-1907)
- Àngel Guimerà (Santa Cruz de Tenerife, 1845 - Barcelona, 1924)
- Dolors Monserdà i Vidal (Barcelona, 1845-1919)
- Jacint Verdaguer i Santaló (Folgueroles, Osona, 1845 - Vallvidrera, 1902)
- Josep Feliu i Codina (Barcelona, 1845 - Madrid, 1897)
- Narcís Oller i Moragas (Valls, 1846 - Barcelona, 1930)
- Jaume Collell i Bancells (Vic, 1846-1932)
- Lluís Salvador d'Àustria-Toscana (Florència, 1847 - Brandýs nad Labem, Bohèmia, Txèquia, 1915)
- Ramon Picó i Campamar (Pollença 1848 - Barcelona, 1916)
- Constantí Llombart (Campanar 1848-1893)
- Esteve Caseponce (Ceret, Vallespir, 1850-1932)
- Agnès Armengol i Altayó (Sabadell, 1852-1934)
- Marià Vayreda i Vila (Olot, 1853-1903)
- Joan Alcover i Maspons (Ciutat de Mallorca, 1854-1926)
- Josep Bonafont (1854-1935)
- Miquel Costa i Llobera (Pollença, 1854 - Ciutat de Mallorca, 1922)
- Antoni Maria Alcover (Manacor, 1854 - Ciutat de Mallorca, 1926)
- Apel·les Mestres i Oñós (Barcelona, 1854-1936)
- Agna de Valldaura (Barcelona 1854-1930)
- Raimon Casellas i Dou (Barcelona, 1855 - Sant Joan de les Abadesses, 1910)
- Joaquim Ruyra (Girona, 1858 - Barcelona, 1939)
- Enric Danoy i Bru (1859-1928)
- Joan Maragall i Gorina (1860-1911)
- Tomàs Bellpuig (1860-1936)
- Santiago Rusiñol i Prats (Barcelona, 1861 - Aranjuez, 1931)
- Antoni Bori i Fontestà (Badalona, 1861-1912)
- Emili Boix (1862-1922)
- Maurici Fius i Palà (Manresa, 1864-1920)
- Joan Serra i Constansó (Igualada, 1864 - Barcelona, 1924)
- Carme Karr i Alfonsetti (Barcelona, 1865-1943)
- Pau Berga (1866-1947)
- Joaquim Garcia Girona (Benassal, 1867 - Baeza, 1928)
- Jaume Brossa i Roger (Sant Andreu de Palomar, 1868,[2] 1869[3] o 1875[4] - Barcelona, 1919)
- Caterina Albert i Paradís (Víctor Català) (l'Escala, 1869-1966)
- Maria Antònia Salvà i Ripoll (Ciutat de Mallorca, 1869 - Llucmajor, 1958)
- Ignasi Iglésias i Pujadas (Sant Andreu de Palomar, 1871 - Barcelona, 1928)
- Adrià Gual i Queralt (Barcelona, 1872 - 1943)
- Josep Pous i Pagès (Figueres (Alt Empordà), 1873 - Barcelona, 1952)
- Gustau Violet (1873-1952)
- Gabriel Alomar i Villalonga (1873-1941)
- Juli Vallmitjana i Colomines (1873-1937)
- Manuel Folch i Torres (Barcelona, 1877 - 1928)
- Frederic Pujulà i Vallès (Palamós, 1877 – Barjamon, Provença, 1963)
- Joan Amade (Ceret, 1878-1949)
- Guerau de Liost (Olot, 1878 - Barcelona, 1933)
- Lluís Folch i Torres (Barcelona, 1878-1946)
- Joan Moreira i Ramos (Lleida, 1878 – Tortosa, 1951)
- Rafael Nogueras Oller (1880-1949)
- Josep Maria Folch i Torres (Barcelona, 1880-1950)
- Avel·lí Artís i Balaguer (Vilafranca del Penedès, 1881 - Mèxic, 1954)
- Eugeni d'Ors (1881-1954)
- Llorenç Riber i Campins (1881-1951)
- Joan Puig i Ferreter (la Selva del Camp, 1882 - París, 1956)
- Francesc Pujols i Morgades (1882-1962)
- Josep Carner (Barcelona, 1884 - Brussel·les, 1970)
- Ignasi Folch i Torres (Barcelona, 1884-1927)
- Joan Baptista Manyà Alcoverro (Gandesa, 1884 - Tortosa, 1976)
- Francesc Francís (1886-1973)
- Josep Maria López-Picó (Barcelona 1886 - 1959)
- Josep Sebastià Pons (Illa, 1886-1962)
- Agustí Calvet i Pascual (Gaziel) (Sant Feliu de Guíxols, 1887 - Barcelona, 1964)
- Josep Maria Junoy i Muns (Barcelona 1887 - 1955)
- Albert Janicot (1889-1956)
- Carles Grandó (1889-1975)
- Clementina Arderiu i Voltas (Barcelona, 1889-1976)
- Anna Rebeca Mezquita Almer (Onda, 1890 - San Cristóbal de la Laguna, Tenerife, 1970)
- Nicolau Rubió i Tudurí (Maó, 1891 - Barcelona, 1981)
- Aurora Bertrana i Salazar (Girona, 1892 – Berga, 1974)
- Roser Matheu i Sadó (Barcelona, 1892-1986)
- Carles Soldevila i Zubiburu (1892-1967)
- Carme Montoriol i Puig (1892-1966)
- Lola Anglada (1892-1984)
- Edmond Brazès (Ceret, 1893-1980)
- Carles Salvador i Gimeno (València, 1893 - València, 1955)
- J.V. Foix (Sarrià, 1893 - Barcelona, 1987)
- Jaume Rosquellas i Alessán (Barcelona, 1897 - Barcelona, 1978)
- Bonaventura Gassol i Rovira (la Selva del Camp, 1893 - Tarragona, 1980)
- Joaquim Folguera i Poal (Colònia Güell, Santa Coloma de Cervelló, 1893 - Barcelona, 1919)
- Carles Riba i Bracons (Barcelona, 1893-1959)
- Josep Maria de Sagarra i de Castellarnau (Barcelona, 1894-1961)
- Miquel Llor i Forcada (1894-1966)
- Joan Salvat-Papasseit (1894-1924)
- Josep Maria Millàs-Raurell (Barcelona 1896 - 1971)
- Joan Crexells i Vallhonrat (1896-1926)
- Josep Pla (Palafrugell, 1897 - Llofriu, 1981)
- Llorenç Villalonga (Ciutat de Mallorca, 1897-1980)
- Simona Gay (Illa, 1898 - 1969)
- Marià Manent i Cisa (Barcelona, 1898 - 1988)
- Francesc de Sales Aguiló i Forteza (Ciutat de Mallorca, 1899 - Bogotà, 1956)
- Francesc Trabal i Benessat (Sabadell, 1899 - Santiago de Xile, 1957)
- Noel Clarasó i Serrat (Barcelona, 1899-1985)
- Joan Oliver i Sallarès (Pere Quart) (Sabadell, 1899 - Barcelona, 1986)
- Cèlia Suñol i Pla (Barcelona, 1899-1986)

## Segle XX
- Carles Sindreu i Pons (Barcelona, 1900 - la Garriga, 1974)
- Maria Perpinyà i Sais (Verges, 1901 - Banyoles, 1994)
- Carles Fages de Climent (Figueres, 1902 - Figueres, 1968)
- Sebastià Juan Arbó (la Ràpita, 1902 - Barcelona 1984)
- Vicenç Riera i Llorca (Barcelona, 1903 - Pineda de Mar, 1991)
- Lluís Montanyà i Angelet (Barcelona, 1903 - Ginebra, 1985)
- Salvador Dalí i Domènech (Figueres, 1904 - Figueres, 1989)
- Anna Murià i Romaní (Barcelona, 1904 - Terrassa, 2002)
- Joan Prat i Esteve (Armand Obiols) (Sabadell, 1904 - Viena, 1971)
- Cecília Alonso i Bozzo (Barcelona 1905 - Barcelona, 1974)
- Anna Maria de Saavedra i Macià (Vilafranca del Penedès, 1905 - Barcelona, 2001)
- Adela Maria Trepat i Massó (Barcelona, 1905 - Barcelona, 1964)
- Artur Bladé i Desumvila (Benissanet, 1907 - Barcelona, 1995)
- Maria Teresa Vernet i Real (Barcelona, 1907 - Barcelona, 1974)
- Andreu-Avel·lí Artís i Tomàs (Sempronio) (Barcelona, 1908 - Sitges, 2006)
- Agustí Bartra i Lleonart (Barcelona, 1908 - Terrassa, 1982)
- Anna Maria Dalí i Domènech (Figueres, 1908 - Cadaqués, 1989)
- Mercè Rodoreda i Gurgui (Barcelona, 1908 - Girona, 1983)
- Pasqual Scanu (l'Alguer, 1908 - Sàsser, 1978)
- Rosa Maria Arquimbau i Cardil (Barcelona, 1910 - Barcelona, 1991)
- Rosa Leveroni i Valls (Barcelona, 1910 - Cadaqués, 1985)
- Jaume Vicens i Vives (Girona, 1910 - Lió, 1960)
- Lluís Ferran de Pol (Arenys de Mar 1911 - l'Hospitalet de Llobregat, 1995)
- Enric Valor i Vives (Castalla, 1911 - València, 2000)
- Manuel Sanchis i Guarner (València, 1911 - València, 1981)
- Pere Calders i Rossinyol (Barcelona, 1912 - Barcelona, 1994)
- Avel·lí Artís-Gener (Tísner) (Barcelona, 1912 - Barcelona, 2000)
- Miquel Dolç i Dolç (Santa Maria del Camí, 1912 - Madrid, 1994)
- Matilde González Palau (Almansa, 1912 - València, 2002)
- Joan Sales i Vallès (Barcelona, 1912 - Barcelona, 1983)
- Joaquim Amat-Piniella (Manresa, 1913 - l'Hospitalet de Llobregat, 1974)
- Ignasi Agustí i Peypoch (Lliçà d'Avall, 1913 - Barcelona, 1974)
- Salvador Espriu i Castelló (Santa Coloma de Farners, 1913 - Barcelona, 1985)
- Joana Raspall i Juanola (Barcelona, 1913 - Sant Feliu de Llobregat, 2013)
- Bartomeu Rosselló-Pòrcel (Ciutat de Mallorca, 1913- el Brull, 1938)
- Alexandre Cirici i Pellicer (Barcelona, 1914 - Barcelona, 1983)
- Beatriu Civera (València, 1914 - València, 1995)
- Joan Vinyoli i Pladevall (Barcelona, 1914 - Barcelona, 1984)
- Francesc Xavier Casp i Verger (Carlet, 1915 - València, 2004)
- Josep Palau i Fabre (Barcelona, 1917 - Barcelona, 2008)
- Joan Valls i Jordà (Alcoi, 1917 - Alcoi, 1989)
- Montserrat Abelló i Soler (Tarragona, 1918) - Barcelona, 2014
- Maria Aurèlia Capmany i Farnés (Barcelona, 1918 - Barcelona, 1991)
- Manuel de Pedrolo i Molina (l'Aranyó, 1918 - Barcelona, 1990)
- Joan Brossa (Barcelona, 1919 - Barcelona, 1998)
- Teresa Pàmies i Bertran (Balaguer, 1919) - Granada, 2012)
- Alfred Giner i Sorolla (Vinaròs, 1919 - Vinaròs, 2005)
- Jordi Carbonell i Tries (Perpinyà, 1920 - Perpinyà, 2013)
- Jordi Pere Cerdà (Sallagosa, 1920 - Perpinyà, 2011)
- Joan Perucho i Gutiérrez (Barcelona, 1920 - Barcelona, 2003)
- Joan Vilacasas (Sabadell, 1920 - Barcelona, 2007)
- Felícia Fuster i Viladecans (Barcelona, 1921 - París, 2012)
- Carmelina Sánchez-Cutillas (Madrid, 1921 - València, 2009)
- Joan Fuster i Ortells (Sueca, 1922 - Sueca, 1992)
- Nèstor Luján i Fernández (Mataró, 1922 - Barcelona, 1995)
- Gabriel Ferrater i Soler (Reus, 1922 - Sant Cugat del Vallès, 1972)
- Rossend Marsol Clua (Artesa de Segre, 1922 - Andorra la Vella, 2006)
- Guillem Viladot i Puig (Agramunt, 1922 - Barcelona, 1999)
- Xavier Amorós i Solà (Reus, 1923)
- Albert Ràfols-Casamada (Barcelona, 1923 - Barcelona, 2009)
- Jaume Vidal Alcover (Manacor, 1923 - Barcelona, 1991)
- Vicent Andrés Estellés (Burjassot, 1924 - València, 1993)
- Jordi Sarsanedas i Vives (Barcelona, 1924 - Barcelona, 2006)
- Montserrat Vayreda i Trullol (Lledó d'Empordà, 1924 - Figueres, 2006)
- Maria Beneyto Cuñat (València, 1925 - València, 2011)
- Josep Maria Llompart de la Peña (Ciutat de Mallorca, 1925 - Ciutat de Mallorca, 1993)
- Blai Bonet Rigo (Santanyí, 1926 - Santanyí, 1997)
- Ramon Folch i Camarasa (Barcelona, 1926 - Mollet del Vallès, 2019)
- Manuel Pérez Bonfill (Tortosa, 1926 - Tortosa, 2018).
- Estanislau Torres i Mestres (Barcelona, 1926 - Barcelona, 2021)
- Josep Maria Espinàs (Barcelona, 1927-2023)
- Lluïsa Forrellad (Sabadell, 1927 - Bellaterra, 2018)
- Renada Laura Portet (Sant Pau de Fenollet, 1927 - Elna, 2021)
- Carme Guasch i Darné (Figueres, 1928 - Badalona, 1998)
- Màrius Sampere i Passarell (Barcelona, 1928 - Barcelona, 2018)
- Francesc Català i Duran (Jóc, 1929 - Vinçà, 1988)
- Guillem Fullana i Hada d'Efak (Mbini, Guinea Equatorial, 1929 - Ciutat de Mallorca, 1995)
- Miquel Martí i Pol (Roda de Ter, 1929 - Roda de Ter, 2003)
- Pere Verdaguer i Juanola (Banyoles, 1929 - Perpinyà, 2017)
- Núria Albó i Corrons (La Garriga, 1930)
- Maria Àngels Anglada i d'Abadal (Vic, 1930 - Figueres, 1999)
- Miquel Àngel Riera Nadal (Manacor, 1930 - Ciutat de Mallorca, 1996)
- Maria Lluïsa Borràs i González (Barcelona, 1931 - Palafrugell, 2010)
- Eugeni Cortade (Cotlliure, 1931 - Arles, 2001)
- Víctor Mora i Pujadas (Barcelona, 1931 - Barcelona, 2016)
- Gerard Vergés i Príncep (Tortosa, 1931 - Tortosa, 2014)
- Joaquim Carbó i Masllorens (Caldes de Malavella, 1932)
- Francesc Garriga i Barata (Sabadell, 1932 - Sant Cugat del Vallès, 2015)
- Manuel de Seabra (Lisbona, 1932 - Barcelona, 2017)
- Lluís Maria Xirinacs i Damians (Barcelona, 1932 - Ogassa, 2007)
- Jep Gouzy i Anrich (Montalieu-Vercieu, l'Isèra, Delfinat, 1933 - Pau, Occitània, 2018)
- Emili Teixidor i Viladecàs (Roda de Ter, 1933 - Barcelona, 2012)
- Rosa Regàs i Pagès (Barcelona, 1933)
- Joan Agut i Rico (Barcelona, 1934 - Caldes de Montbui, 2011)
- Quima Jaume (Cadaqués, 1934 - Cadaqués, 1993)
- Ricard Salvat i Ferré (Tortosa, 1934 - Barcelona, 2009)
- Olga Xirinacs i Díaz (Tarragona, 1936)
- Desideri Lombarte i Arrufat (Pena-roja, 1937 - Barcelona, 1989)
- Baltasar Porcel i Pujol (Andratx, 1937 - Barcelona, 2009)
- Lluís Alpera i Leiva (València, 1938 - València, 2018)
- Carles Andreu i Sancho (Sant Feliu de Llobregat, 1938)
- Jordi Pàmias i Grau (Guissona, 1938)
- Jaume Pérez Montaner (l'Alfàs del Pi, 1938)
- Pius Pujades (Girona, 1938)
- Josep Palàcios i Martínez (Sueca, 1938)
- Joan Francesc Mira i Casterà (València, 1939)
- Jesús Tuson Valls (València, 1939 - Barcelona, 2017)
- Ramon Barnils i Folguera (Sabadell, 1940 - Reus, 2001)
- Miquel Bauçà Rosselló (Felanitx, 1940 - Barcelona, 2004)
- Josep Maria Benet i Jornet (Barcelona, 1940 - Lleida, 2020)
- Josefa Contijoch i Pratdesaba (Manlleu, 1940)
- Carles Hac Mor (Lleida, 1940 - Sant Feliu de Guíxols, 2016)
- Gabriel Janer Manila (Algaida, 1940)
- Emili Rodríguez-Bernabeu (Alacant, 1940)
- Robert Saladrigas i Riera (Barcelona, 1940 - Barcelona, 2018)
- Jesús Moncada i Estruga (Mequinensa, 1941 - Mequinensa, 2005)
- Antoni Morell i Mora (Barcelona, 1941 - Andorra la Vella, 2020)
- Marta Pessarrodona i Artigues (Terrassa, 1941)
- Jaume Queralt i Prats (Barran, Occitània, 1941 - Perpinyà, 2020)
- Tilbert Dídac Stegmann (Barcelona, 1941)
- Antònia Vicens i Picornell (Santanyí, 1941)
- Jordi Domènech Soteras (Sabadell, 1941 - Sabadell, 2003)
- Pau Roure (Perpinyà, ? - Perpinyà, 1995)
- Terenci Moix (Barcelona, 1942 - Barcelona, 2003)
- Isabel-Clara Simó i Monllor (Alcoi, 1943 - Barcelona, 2020)
- Joan Rendé i Masdéu (Barcelona, 1943)
- Joan Guasp i Vidal (Consell, 1943)
- Sílvia Alcàntara i Ribolleda (Puig-reig, 1944)
- Francesc Parcerisas i Vázquez (Begues, 1944)
- Josep Albanell i Tortades (Vic, 1945)
- Hilari de Cara i Casaleiz (Melilla, 1945)
- Guillem Frontera i Pascual (Ariany, 1945)
- Jaume Fuster i Guillemó (Barcelona, 1945 - Barcelona, 1998)
- Pere Gimferrer i Torrens (Barcelona, 1945)
- Angela Jackson (Regne Unit, 1946)
- Antoni Prats i Gràcia (Sueca, 1946)
- Maria Antònia Oliver i Cabrer (Manacor, 1946 - Sencelles, 2022)
- Montserrat Roig i Fransitorra (Barcelona, 1946 - Barcelona, 1991)
- Mercé Viana Martínez (Alfafar, 1946)
- Jaume Cabré i Fabré (Barcelona, 1947)
- Assumpció Forcada i Florensa (Sudanell, 1947)
- Biel Mesquida Amengual (Castelló de la Plana, 1947)
- Josep Piera i Rubió (Beniopa, 1947)
- Josep Maria Sala-Valldaura (Gironella, 1947)
- Antoni Clapés i Flaqué (Sabadell, 1948)
- Carme Riera Guilera (Ciutat de Mallorca, 1948)
- Maria Barbal i Farré (Tremp, 1949)
- Pep Coll i Martí (Pessonada, 1949)
- Pau Faner i Coll (Ciutadella de Menorca, 1949)
- Enric Lluch i Girbés (Algemesí, 1949)
- Andreu Martín i Farrero (Barcelona, 1949)
- Víctor Alexandre i Benet (Barcelona, 1950)
- Joan Casas i Fuster (l'Hospitalet de Llobregat, 1950)
- Lluís Maria Todó (Barcelona, 1950)
- Ramon Solsona Sancho (Barcelona, 1950)
- Andreu Sotorra (Reus, 1950)
- Àngels Cardona Palmer (Ciutat de Mallorca, 1951)
- Enric Casasses i Figueres (Barcelona, 1951)
- Gemma Lienas i Massot (Barcelona, 1951)
- Albert Salvadó i Miras (Andorra la Vella, 1951 - Andorra la Vella, 2020)
- Ferran Torrent (Sedaví, 1951)
- Shaudin Melgar-Foraster (Barcelona, 1951)
- Sam Abrams (Beckley, Virgínia Occidental, EUA, 1952)
- Joan Barril i Cuixart (Barcelona, 1952 - Barcelona, 2014)
- Xavier de Bru de Sala i Castells (Barcelona, 1952)
- Patrícia Gabancho (Buenos Aires, 1952 - Barcelona, 2017)
- Patrick Gifreu (Perpinyà, 1952)
- Maria Mercè Marçal i Serra (Barcelona, 1952 - Barcelona, 1998)
- Quim Monzó (Barcelona, 1952)
- Teresa Pascual i Soler (Gandia, 1952)
- Tònia Passola i Vidal (Barcelona, 1952)
- Jean Serra (El-Biar, Algèria, 1952)
- Margarida Aritzeta i Abad (Valls, 1953)
- Marc Granell i Rodríguez (València, 1953)
- Jordi Barba i Pérez (Barcelona, 1953 - Barcelona, 2008)
- Jaume Ribera (Sabadell, 1953)
- Vicenç Altaió (Mogoda, 1954)
- Emili Piera i Cardó (Sueca, 1954)
- Manel Ollé Albiol (Ulldecona, 1954)
- Vinyet Panyella i Balcells (Sitges, 1954)
- Cèlia Sànchez-Mústich (Barcelona, 1954)
- Rafael Nadal i Farreras (Girona, 1954)
- Aleix Renyé (Lleida, 1955)
- Jordi Font i Agustí (Badalona, 1955)
- Pius Alibek Hermez (Ainkawa, Kurdistan, 1955)
- Joan Barceló i Cullerés (Menàrguens, 1955 - Barcelona, 1980)
- Josep Franco i Martínez (Sueca, 1955)
- Gerard Jacquet (Sant Feliu d'Amunt, 1955)
- Joan Olivares i Alfonso (Otos, 1956)
- Josep Gòrriz i Verdú (Sabadell, 1956)
- Mercè Canela i Garayoa (Sant Guim de Freixenet, 1956)
- Dolors Garcia i Cornellà (Girona, 1956)
- Carme Torras i Genís (Barcelona, 1956)
- Andreu Carranza i Font (Ascó, 1957)
- Pere Jaume Borrell i Guinart (Sant Pol de Mar, 1957)
- Agustí Alcoberro i Pericay (Pals, 1958)
- Maria Carme Arnau i Orts (Alfara del Patriarca, 1958)
- Lluís-Anton Baulenas i Setó (Barcelona, 1958)
- Jaume Benavente i Cassanyes (Barcelona, 1958)
- Hèctor Moret i Coso (Mequinensa, 1958)
- Maria Mercè Roca i Perich (Portbou, 1958)
- Matthew Tree (Londres, 1958)
- Toni Cucarella (Xàtiva, 1959)
- Josep Maria Fonalleras i Codony (Girona, 1959)
- Imma Monsó i Fornell (Lleida, 1959)
- Xulio Ricardo Trigo (Betanzos, Galícia, 1959)
- Ricard Ripoll i Villanueva (Sueca, 1959)
- Encarna Sant-Celoni i Verger (Tavernes de la Valldigna, 1959)
- Pep Castellano Puchol (Albocàsser, 1960)
- Dolors Miquel i Abellà (Lleida, 1960)
- Sergi Pàmies i López (París, 1960)
- Ester Xargay Melero (Sant Feliu de Guíxols, 1960)
- Emili Bayo i Juan (Lleida, 1961)
- David Castillo i Buïls (Barcelona, 1961)
- Lluïsa Cunillé Salgado (Badalona, 1961)
- Núria Perpinyà i Filella (Lleida, 1961)
- Antoni Albalat Salanova (Castelló de la Plana, 1961)
- Jordi Cussà i Balaguer (Berga, 1961 - Berga, 2021)
- Sílvia Soler i Guasch (Barcelona, 1961)
- Anna Aguilar-Amat (Figueres, 1962)
- Manuel Garcia i Grau (Benicarló, 1962 - Castelló de la Plana, 2006)
- Joan Carreras i Goicoechea (Barcelona, 1962)
- Marisol González Felip (Nules, 1962)
- Jordi de Manuel i Barrabín (Barcelona, 1962)
- Anna Dodas i Noguer (Folgueroles, 1962 - Briçac, Occitània, 1986)
- Carles Torner i Pifarré (Barcelona, 1963)
- Pasqual Alapont Ramon (Catarroja, 1963)
- Toni Arencón Arias (el Prat de Llobregat, 1963)
- Manuel Baixauli Mateu (Sueca, 1963)
- Lluís Calvo i Guardiola (Saragossa, 1963)
- Màrius Serra i Roig (Barcelona, 1963)
- Flàvia Company Navau (Buenos Aires, 1963)
- Joan-Lluís Lluís (Perpinyà, 1963)
- Joan-Daniel Bezsonoff i Montalat (Perpinyà, 1963)
- Lluís Bosch Albert (Barcelona, 1964)
- Esperança Camps Barber (Ciutadella de Menorca, 1964)
- Toni Ibàñez i Ros (Lleida, 1964)
- Jesús Maria Tibau i Tarragó (Cornudella de Montsant, 1964)
- David Vilaseca Pérez (Barcelona, 1964)
- Albert Sánchez Piñol (Barcelona, 1965)
- Josep Igual i Febrer (Benicarló, 1966)
- Lluís Llort Carceller (Barcelona, 1966)
- Empar Moliner i Ballesteros (Santa Eulàlia de Ronçana, 1966)
- Maria de la Pau Janer i Mulet (Ciutat de Mallorca, 1966)
- Josep Pastells Mascort (Quart, 1966)
- Margalida Pons i Jaume (Ciutat de Mallorca, 1966)
- Pau Joan Hernández de Fuenmayor (Barcelona, 1967)
- Joan de Déu Prats i Pijoan (Barcelona, 1967)
- Emigdi Subirats i Sebastià (Campredó, 1967).
- Emili Rosales i Castellà (la Ràpita, 1968)
- Joan Elies Adell i Pitarch (Vinaròs, 1968)
- Simona Škrabec (Ljubljana, Eslovènia, 1968)
- Alexandra Cuadrat i Capdevila (Alcoletge, 1968)
- Montse Barderi Palau (Sabadell, 1969)
- Xavier Aliaga i Víllora (Xàtiva, 1970)
- Lolita Bosch Sans (Barcelona, 1970)
- Núria Cadenes i Alabèrnia (Barcelona, 1970)
- Salvador Macip i Maresma (Blanes, 1970)
- Xavier Mínguez López (València, 1970)
- Jordi Valls i Pozo (Barcelona, 1970)
- Sebastià Alzamora i Martín (Llucmajor, 1972)
- Francesc Serés i Guillén (Saidí, 1972)
- Núria Añó i Bautista (Lleida, 1973)
- Hèctor López Bofill (Badalona, 1973)
- Xavier Gual i Vadillo (Barcelona, 1973)
- Teresa Colom i Pich (la Seu d'Urgell, 1973)
- Meritxell Cucurella-Jorba (els Hostalets de Pierola, 1973)
- Jordi Cabré i Trias (Barcelona, 1974)
- Marta Rojals i del Álamo (la Palma d'Ebre, 1975)
- Abel Cutillas i Alberich (Vinaixa, 1976)
- Mònica Batet Boada (el Pont d'Armentera, 1976)
- Sebastià Bennasar i Llobera (Ciutat de Mallorca, 1976)
- Carlota Gurt i Daví (Barcelona, 1976)
- Pau Gener Galin (Sant Celoni, 1977)
- Llucia Ramis i Laloux (Ciutat de Mallorca, 1977)
- Carles Rebassa i Giménez (Ciutat de Mallorca, 1977)
- Joan Todó Cortiella (la Sénia, 1977)
- Najat El Hachmi (Nador, Marroc, 1979)
- Josep Pedrals i Urdàniz (Barcelona, 1979)
- Esteve Plantada i Hermoso (Granollers, 1979)
- Pere Antoni Pons i Tortella (Campanet, 1980)
- Melcior Comes i Cladera (sa Pobla, 1980)
- Marçal Font i Espí (Badalona, 1980)
- Max Besora (Barcelona, 1980)
- Borja Bagunyà i Costes (Barcelona, 1982)
- Josep Rodríguez Ferrer (Barcelona, 1982)
- Ramon Mas Baucells (Sant Julià de Vilatorta, 1982)
- Laia Noguera i Clofent (Calella, 1983)
- Marc Artigau i Queralt (Barcelona, 1984)
- Adrià Targa i Ramos (Tarragona, 1987)
- Marc Rovira Urien (Barcelona, 1989)
- Irene Solà Sàez (Malla, 1990)
- Irene Pujadas i Farré (Sant Just Desvern, 1990)
- Anna Pazos (Barcelona, 1991)
- Sebastià Portell i Clar (Ses Salines, 1992)
- Núria Bendicho Giró (Barcelona, 1995)
- Anna Gas i Serra (Barcelona, 1996)
- Pol Guasch i Arcas (Tarragona, 1997)